# جمال جهانشاد
جمال جهانشاد (زادهٔ ۱۳۲۷) موسیقی‌دان و نوازندهٔ عود اهل ایران است.

## زندگی هنری
جمال جهانشاد در سال ۱۳۲۷ در شهر ری متولد شد.از کودکی به موسیقی گرایش داشت و به همین دلیل با تشویق برادر بزرگترش، پس از پایان تحصیلات ابتدایی به هنرستان موسیقی ملی راه یافت. او نواختنِ ساز تار را ابتدا نزد فرهاد ارژنگی و پس از آن نزد علی‌اکبر شهنازی فرا گرفت. وی همچنین از آموزش‌های حبیب‌الله صالحی و هوشنگ ظریف بهره‌مند شد و در سال ۱۳۴۸ از هنرستان موسیقی ملی فارغ‌التحصیل شد. او پس از مدتی به دانشکدهٔ هنرهای زیبای دانشگاه تهران وارد شد و از آموزش‌های هنرمندانی نظیر: نورعلی برومند و داریوش صفوت بهره برد. از دیگر استادان او می‌توان به موسیقی‌دانانی نظیر: فرهاد فخرالدینی، حسین دهلوی، مصطفی کمال پورتراب و هرمز فرهت اشاره نمود. جمال جهانشاد از سال ۱۳۴۸ با ارکستر فرهنگ و هنر همکاری خود را آغاز کرد و به همراه این ارکستر، برنامه‌ها و کنسرتهای متعددی را در کشورهای مختلف برگزار نمود. او در یکی از این برنامه‌ها، با یک نوازندهٔ سرشناسِ ساز عود آشنا شد و به این ساز گرایش پیدا کرد. وی از سال ۱۳۵۳ همکاری خود را با ارکستر سماعی به سرپرستی فریدون ناصری، در رادیو تلویزیون ملی ایران، آغاز کرد.

## فعالیت‌های هنری
از جمله فعالیت‌های هنری جمال جهانشاد، به موارد زیر می‌توان اشاره نمود:
همکاری با ارکستر وزارت فرهنگ و هنر، همکاری با ارکستر سماعی، همکاری با ارکستر پایور به سرپرستی فرامرز پایور، همکاری با ارکستر سازهای مضرابی به رهبری حسین دهلوی، همکاری با ارکستر ملی ایران، همکاری با گروه موسیقی رودکی به سرپرستی مهیار فیروزبخت

## آثار هنری
از جمله آثار نوازندگی جمال جهانشاد، به موارد زیر می‌توان اشاره نمود:

### آلبوم موسیقی
- امام علی، به آهنگسازی فرهاد فخرالدینی و خوانندگی صدیق تعریف[۹]
- «دیدار»، به آهنگسازی کامبیز روشن‌روان و خوانندگی محمدرضا ظفرنژاد[۱۰]
- «کنسرت صوتی گلپونه‌ها»، به آهنگسازی حسین پرنیا و خوانندگی ایرج بسطامی[۱۱]
- «خانه بوی گل گرفت»، به آهنگسازی حسین پرنیا و خوانندگی ایرج بسطامی[۱۲]
- «وداع»، به آهنگسازی محمد میرزمانی و خوانندگی حسام‌الدین سراج[۱۳]
- «آیینه و خشت» به آهنگسازی شاهین شهبازی و خوانندگی احمد ابراهیمی[۱۴]
- «شکوفه اشک» به آهنگسازی احمدعلی راغب و خوانندگی مرتضی محمدی[۱۵]
- «همراز من» به آهنگسازی محمدعلی امیر جاهد و خوانندگی عبدالحسین خاکسار[۱۶]
- «سزاوار سکوت» به آهنگسازی حسین پرنیا و خوانندگی خسرو علیزاده[۱۷]
- «شبنم صحرایی» به آهنگسازی ملیحه سعیدی (بر اساس موسیقی محلی ایران)[۱۸]
- «کوگ مست (آلبوم)» به آهنگسازی رحیم فتحعلی زاده (بر اساس موسیقی محلی فارس)
- «دشت شقایقها (آلبوم)» به آهنگسازی ایرج سلطانی (بر اساس موسیقی محلی فارس)
- «مندگار» به آهنگسازی حمید توفیقی و خوانندگی رحیم عدنانی[۱۹]
- «انتظار» به آهنگسازی عبدالله ملت‌پرست و خوانندگی لطیف کاظمی[۲۰]
- «نازنین یار» به آهنگسازی مجتبی صادقی و خوانندگی حسام‌الدین سراج[۲۱]
- «مقام موسیقار» به آهنگسازی و خوانندگی علیرضا نادری و تنظیم مجتبی میرزاده[۲۲]
- «تمنای وصال» به آهنگسازی و خوانندگی عبدالحسین مختاباد و تنظیم حسین فرهادپور[۲۳]
- «جلوهٔ رخسار»، به آهنگسازی همایون خرم، تنظیم حسین فرهادپور و خوانندگی مهدی بهزادپور[۲۴]
- «خواب خوش»، به آهنگسازی جعفر زعیمی نیکو و محمود جعفری امید و خوانندگی حمید غلامعلی[۲۵]
- «شب بارانی» به آهنگسازی مجتبی رحیمی و خوانندگی ایرج[۲۶]
- «عارفانه» به آهنگسازی و خوانندگی جلال‌الدین محمدیان[۲۷]
- «صدای شاعر ۱» به آهنگسازی محمد میرزمانی[۲۸]
- «یاد» به آهنگسازی حسین پرنیا[۲۹]

### تصنیف
- «پایان انتظار» (آهنگسازی) به خوانندگی بهرام حصیری[۳۰]
- «ایام دل» (جواب آواز و آهنگسازی) به خوانندگی بهرام باجلان[۳۱]

### جواب آواز
- «ساز و آواز» به خوانندگی محمد اصفهانی[۳۲]
- «صبا وقت سحر گویی» به خوانندگی محمد گلریز[۳۳]
- «شهیدان خدایی» (به همراه هادی آرزم) به خوانندگی محمد اصفهانی[۳۴]